# Placidus Ralli
Placidus Ralli (ur. 26 listopada 1804 w Rzymie, zm. 11 grudnia 1884) – włoski duchowny rzymskokatolicki, sekretarz Świętej Kongregacji Obrzędów, łaciński patriarcha Antiochii.

## Biografia
22 grudnia 1827 otrzymał święcenia prezbiteriatu.
W kwietniu 1875 papież Pius IX mianował go sekretarzem Świętej Kongregacji Obrzędów. 3 lipca 1882 z nominacji papieża Leona XIII został łacińskim patriarchą Antiochii. 23 lipca 1882 w bazylice Matki Bożej Większej w Rzymie przyjął sakrę biskupią z rąk kamerlinga Świętego Kościoła Rzymskiego i dziekana Kolegium Kardynalskiego kard. Camillo di Pietro. Współkonsekratorami byli komisarz Świętej Kongregacji Inkwizycji Rzymskiej i Powszechnej abp Vincenzo Leone Sallua OP oraz biskup pomocniczy Tivoli Alessandro Grossi.